# اقبال قدیر
اقبال قدیر (بنگالی: ইকবাল জেড. কাদীর؛ زادهٔ august ۱۳, ۱۹۵۸ (۶۶ سال)) کارآفرین بنگلادشی آمریکایی است، که در سال ۱۹۹۷ شرکت گرامینفون را تأسیس کرد.